# MVP de la Leaders Cup
Le trophée MVP de la Leaders Cup (anciennement MVP Semaine des As) est un trophée qui récompense depuis 2006, le joueur ayant le plus contribué au succès de son équipe pendant le tournoi de la Leaders Cup de basket-ball et auparavant de la Semaine des As.

## Palmarès

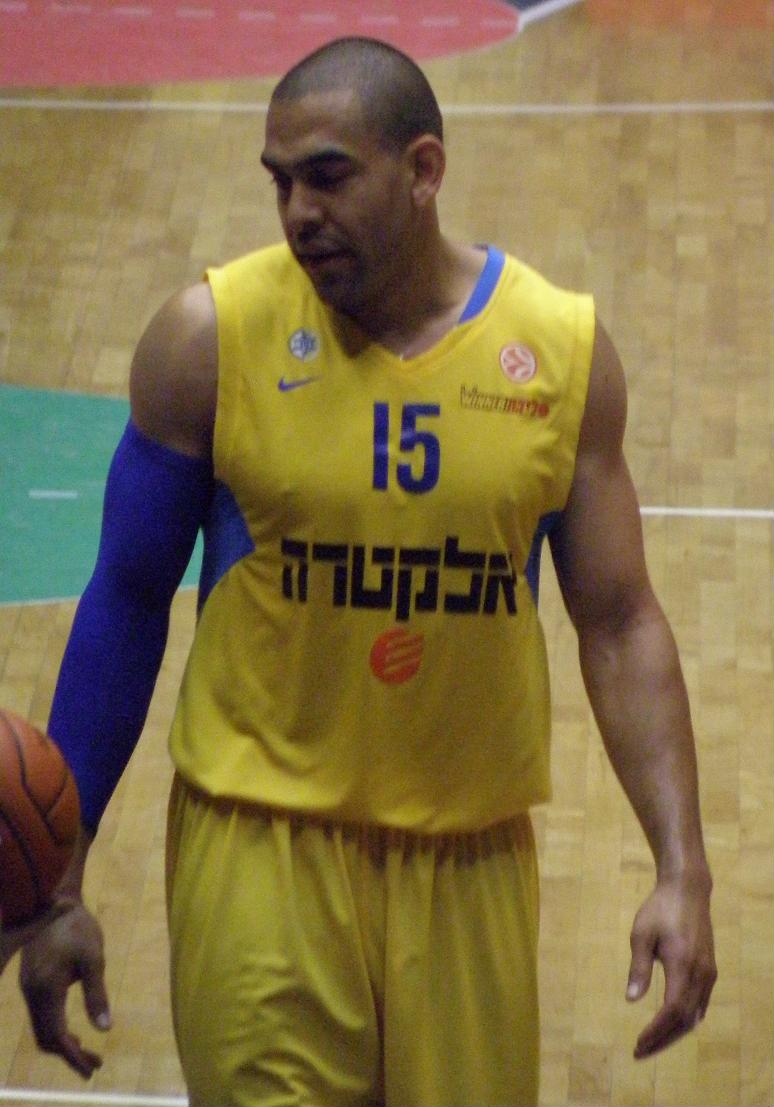
David Bluthenthal (MVP 2009)

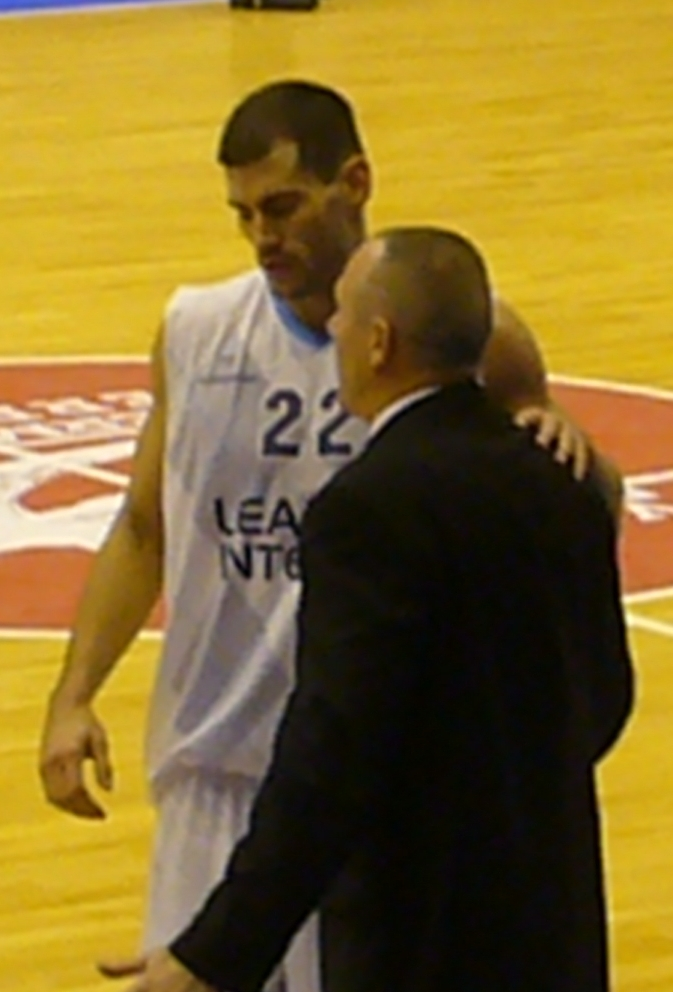
Marc Salyers (MVP 2007)

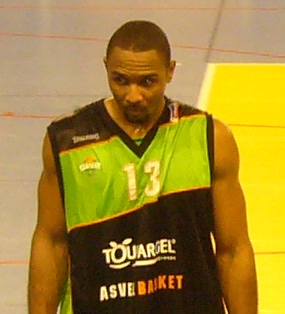
Eric Campbell (MVP 2006)

| Année | Joueurs                                                        | Club                                                           |
| 2006  | Eric Campbell                                                  | Le Mans                                                        |
| 2007  | Marc Salyers                                                   | Roanne                                                         |
| 2008  | Nando de Colo (1)                                              | Cholet                                                         |
| 2009  | David Bluthenthal                                              | Le Mans                                                        |
| 2010  | Mindaugas Lukauskis                                            | ASVEL Lyon-Villeurbanne                                        |
| 2011  | Yannick Bokolo                                                 | BCM Gravelines Dunkerque                                       |
| 2012  | Blake Schilb                                                   | Chalon                                                         |
| 2013  | Ludovic Vaty                                                   | BCM Gravelines-Dunkerque                                       |
| 2014  | João Paulo Batista                                             | Le Mans                                                        |
| 2015  | Antoine Diot                                                   | Strasbourg                                                     |
| 2016  | Jamal Shuler                                                   | AS Monaco                                                      |
| 2017  | Sergii Gladyr                                                  | AS Monaco                                                      |
| 2018  | D.J. Cooper                                                    | AS Monaco                                                      |
| 2019  | Jarell Eddie                                                   | Strasbourg IG                                                  |
| 2020  | Rasheed Sulaimon                                               | JDA Dijon                                                      |
| 2021  | Édition annulée en raison de la pandémie de Covid-19 en France | Édition annulée en raison de la pandémie de Covid-19 en France |
| 2022  | Édition annulée                                                | Édition annulée                                                |
| 2023  | Nando de Colo (2)                                              | ASVEL Lyon-Villeurbanne                                        |
| 2024  | - T. J. Shorts                                                 | Paris Basketball                                               |
| 2025  | Trevor Hudgins                                                 | Le Mans SB                                                     |

## Statistiques

### Nationalités représentées
| Rang | Pays               | Remportées | Années                                               |
| 1    | États-Unis         | 9 fois     | 2006, 2007, 2012, 2016, 2018, 2019, 2020, 2024, 2025 |
| 2    | France             | 5 fois     | 2008, 2011, 2013, 2015, 2023                         |
| 3    | Israël             | 1 fois     | 2009                                                 |
| 3    | Lituanie           | 1 fois     | 2010                                                 |
| 3    | Brésil             | 1 fois     | 2014                                                 |
| 3    | Ukraine            | 1 fois     | 2017                                                 |
| 3    | Bosnie-Herzégovine | 1 fois     | 2018                                                 |
| 3    | Macédoine du Nord  | 1 fois     | 2024                                                 |

### Clubs représentés
| Rang | Club                    | Remportées | Années                 |
| 1    | Le Mans                 | 4 fois     | 2006, 2009, 2014, 2025 |
| 2    | Monaco                  | 3 fois     | 2016, 2017, 2018       |
| 3    | Gravelines              | 2 fois     | 2011, 2013             |
| 3    | Strasbourg              | 2 fois     | 2015, 2019             |
| 3    | ASVEL Lyon-Villeurbanne | 2 fois     | 2010, 2023             |
| 6    | Chalon                  | 1 fois     | 2012                   |
| 6    | Cholet                  | 1 fois     | 2008                   |
| 6    | Roanne                  | 1 fois     | 2007                   |
| 6    | Dijon                   | 1 fois     | 2020                   |
| 10   | Paris Basketball        | 1 fois     | 2024                   |